# تادئوس روبل
تادئوس روبل (انگلیسی: Thaddäus Robl؛ ۲۲ اکتبر ۱۸۷۷ – ۱۸ ژوئن ۱۹۱۰ (aged 33)) ورزشکار دوچرخه‌سواری پیست اهل امپراتوری آلمان بود.
وی در مسابقات کشوری و بین‌المللی در مجموع برندهٔ ۲ مدال طلا، ۱ مدال نقره شده‌است.